# تاج پر

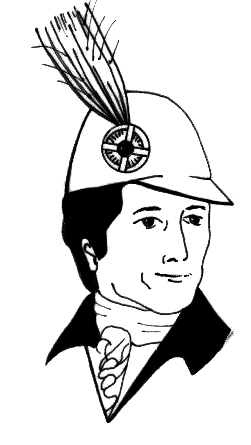
تاج پر روی کلاه

اصطلاح تاج پر (به فرانسوی: aigrette) (به معنی حواصیل یا حواصیل سفید کوچک) اشاره به تاج پردار یا پرهای سر از حواصیل دارد که برای آراستن زیبایی روی سر استفاده می‌شود. این کلمه همچنین ممکن است به هر زیور مشابهی در گوهرسنگ‌های گران‌بها اشاره کند.
به‌طور قیاسی، این کلمه در علوم مختلف برای زائده‌های پرمانند بیرونی به کار می‌رود، مانند کاکل روی سر حشرات، پرهای قاصدک، پرتوهای درخشان در انتهای اجسام برق‌دار، یا پرتوهای درخشان - که در خورشیدگرفتگی - انحراف از لبه ماه. 